# 크리스토퍼 마커스 & 스티븐 맥필리

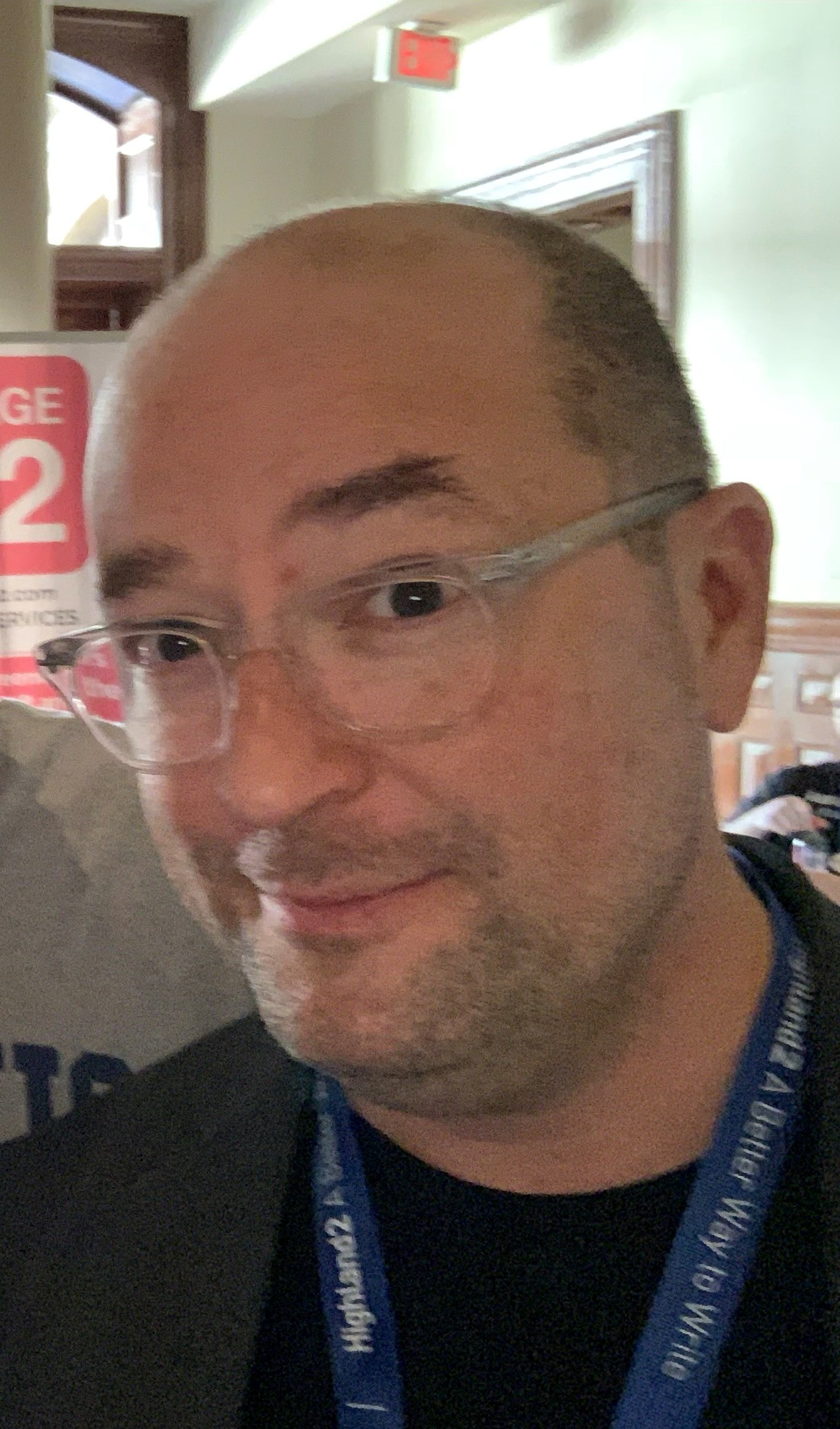

크리스토퍼 마커스(Christopher Markus)와 스티븐 맥필리(Stephen McFeely)는 미국의 영화 · 텔레비전 작가 듀오이다.